# 최배영
최배영은 대한민국의 배우이다. 2008년 단역 배우로 연기 활동을 시작하였으며, 2015년 TV조선·TvN 드라마 《위대한 이야기 - 김시스터즈》의 애자 역으로 주연을 맡으며 상업극에 데뷔하였다. 2021년 부터는 방송작가로 활동하다가 현재는 한국예술종합학교 연극원 연기과 전문사를 다니고 있다.

## 학력
- 서초고등학교
- 한국예술종합학교 연극원 연기과 학사

## 경력
- 2016년 4월 한국이주민건강협회 희망의 친구들 홍보대사
- 2019년 10월 2019합천기록문화축제 홍보대사

## 출연작

### 드라마
- 2013년 네이버 TV 웹드라마 《출출한 여자》 - 알바생 역
- 2014년 네이버 TV 웹드라마 《출중한 여자》 - 배영 역
- 2015년 TV CHOSUN · TvN 단막극 《위대한 이야기 - 김시스터즈》 - 애자 역
- 2015년 네이버 TV 웹드라마 《멈추지마》 - 연희 역
- 2015년 네이버 TV 웹드라마 《수사관 앨리스》 - 남빛나 역
- 2015년 코코넛 웹드라마 《일장춘몽》 - 우림 역
- 2016년 EBS 1TV 특촬드라마 《레전드히어로 삼국전》 - 공손찬 역
- 2016년 JTBC 금토드라마 《청춘시대》 - 송경아 역
- 2017년 JTBC 금토드라마 《청춘시대 2》 - 송경아 역
- 2017년 TvN 월화드라마 《아르곤》 - 한수영 역
- 2018년 SBS 특집극 《사의 찬미》 - 윤심덕 일본인 친구 역
- 2019년 MBC 수목드라마 《더 뱅커》 - 신소영 역
- 2020년 KBS 2TV 수목드라마 《어서와》 - 이루비 역
- 2020년 올레 TV · TV CHOSUN 토일드라마 《학교기담 - 오지 않는 아이》 - 채영 역

### 영화
| 연도 | 제목                        | 역할                 | 비고 |
| ---- | --------------------------- | -------------------- | ---- |
| 2008 | 《라듸오 데이즈》           | 청취자3              | 단역 |
| 2008 | 《고사: 피의 중간고사》     | 박현경               | 단역 |
| 2012 | 《Nowhere boy》             | 주은                 | 주연 |
| 2012 | 《귀여워도 못말려》         | 송은교               | 주연 |
| 2014 | 《경주》                    | 젊은 점쟁이 / 여고생 | 단역 |
| 2014 | 《고요의 바다》             | 원경                 | 조연 |
| 2014 | 《용순, 열 여덟 번째 여름》 | 용순                 | 주연 |
| 2015 | 《세희》                    | 윤희                 | 주연 |
| 2016 | 《그랜드파더》              | 상복녀               | 단역 |
| 2017 | 《손의 무게》               | 소미                 | 주연 |
| 2018 | 《계절과 계절 사이》        |                      | 조연 |
| 2020 | 《킬링 디바》               | 수경                 | 주연 |
| 2020 | 《앙상블》                  | 한주영               | 주연 |

## 작가 활동
2021년 3월 11일 ~ 2021년 4월 22일 MBN 《스라소니 아카데미》

## 그 외 활동

### 예능
| 날짜 및 기간                      | 방송사    | 프로그램                   | 역할    |
| --------------------------------- | --------- | -------------------------- | ------- |
| 2015년 10월 12일                  | 아리랑 TV | 《Showbiz Korea》          | 게스트  |
| 2016년 4월 14일                   | EBS 1TV   | 《생방송 톡!톡! 보니하니》 | 게스트  |
| 2017년 10월 20일                  | TvN       | 《대화가 필요한 개냥》     | 게스트  |
| 2018년 10월 30일 ~ 2019년 5월 8일 | 웹예능    | 《라라제제 (辣辣姐姐)》    | 메인 MC |

### 교양
| 날짜             | 방송사          | 프로그램                                               | 역할   |
| ---------------- | --------------- | ------------------------------------------------------ | ------ |
| 2017년 7월 27일  | MBN             | 《여행생활자 집시맨》                                  | 게스트 |
| 2019년 8월 15일  | TV CHOSUN       | 《광복절 기획 특집 다큐 <독립, 감춰진 이야기 '증언'>》 | 게스트 |
| 2019년 10월 4일  | CJ헬로 전북방송 | 《지금은 로컬시대》                                    | 게스트 |
| 2019년 10월 10일 | CJ헬로 전북방송 | 《지금은 로컬시대》                                    | 게스트 |

### 뮤직비디오
| 연도 | 가수           | 제목                        | 앨범                             |
| ---- | -------------- | --------------------------- | -------------------------------- |
| 2011 | 서인국         | 《Love Again》              | 멜론 프로젝트 〈Take#1 - Vol.3〉 |
| 2016 | 스윗 소로우    | 《대박 금지》               | 대박 금지                        |
| 2016 | 오종혁, 김지숙 | 《시들어》                  | 시들어                           |
| 2018 | BTOB 이민혁    | 《夏の日記 (Summer Diary)》 | 夏の日記 (Summer Diary)          |

### 연극
| 연도 | 제목           | 역할     | 비고 |
| ---- | -------------- | -------- | ---- |
| 2013 | 《거짓말게임》 | 여고생   | 조연 |
| 2018 | 《5필리어》    | 오필리어 | 주연 |
| 2020 | 《인구론》     | 김태희   | 주연 |

### 광고
| 연도 | 품목   | 회사         | 제품                               | 비고      |
| ---- | ------ | ------------ | ---------------------------------- | --------- |
| 2016 | 화장품 | 에이블씨엔시 | 어퓨 모이스트 크리미 컨실러        | 전속 모델 |
| 2016 | 화장품 | 에이블씨엔시 | A'PIEU - 컬러포에버 젤 펜슬 라이너 |           |